# Club Classics Vol. One
A Club Classics Vol. One (az Egyesült Államokban "Keep On Movin'") a brit Soul II Soul debütáló albuma, mely 1989. április 10-én jelent meg a Virgin Records kiadásában. Az albumról a Keep on Movin' és a Back to Life (However Do You Want Me) című dalokat másolták ki kislemezre. Ez utóbbi az Egyesült Királyság első számú slágere volt, és az 5. legkelendőbb kislemez volt a megjelenés évében. Az album szintén első helyezés volt, melyből 900.000 példány fogyott. Az album platina helyezést ért el.
Az Egyesült Államokban az album 20. helyezett volt, és a "Back to Life" című kislemez is szintén Top10-es slágerlistás helyezett volt. A dal az R&B kislemez listán az 1. helyezést érte el, és az album is az R&B albumlista élére került.
Az album szerepel az 1001 lemez, amit hallanod kell, mielőtt meghalsz című könyvben.

## Fogadtatás
Az album első helyezést ért el a brit albumlistán, és a brit hanglemezipar szövetsége a 900.000 példány eladás végett platina helyezéssel értékelte az albumot. Az Egyesült Államokban az album Top 20-as helyezett volt, és 1. a Top R&B Album listán. Ezt követően dupla platina helyezést ért el a 2.000.000 eladott példányszám alapján.

## Kritikák
| Értékelések                   |           |
| Értékelő                      | Értékelés |
| AllMusic                      | [ 1 ]     |
| Chicago Tribune               | [ 2 ]     |
| Encyclopedia of Popular Music | [ 3 ]     |
| Los Angeles Times             | [ 4 ]     |
| Muzik                         | [ 5 ]     |
| Rolling Stone                 | [ 6 ]     |
| The Rolling Stone Album Guide | [ 7 ]     |
| The Village Voice             | B+        |

Alex Henderson az AllMusic kritikusa szerint az album zenei stílusa a Chic-től a hip-hoppon át az afrikai zenéig terjed. Az album az 1989-es év legjobb R&B albumai között van.
2004-ben a Q magazin a 28. helyre sorolta az albumot az 50 legjobb brit album közé. 2006-ban az album a 34. helyezett volt az 1980-as évek Top 40-es albumainak listáján. 2012-ben a Slant Magazin az albumot a 100. helyre sorolta, szintén a 80-as évek legjobb albumai közé.

## Számlista
| #   | Cím                                                | Szerző(k)                           | Hossz |
| --- | -------------------------------------------------- | ----------------------------------- | ----- |
| 1.  | Keep on Movin' (featuring Caron Wheeler)           | Trevor Beresford Romeo              | 6:00  |
| 2.  | Fairplay (featuring Rose Windross)                 | Romeo, Nellee Hooper, Rose Windross | 5:55  |
| 3.  | Holdin' On                                         | Romeo, Simon Law                    | 4:13  |
| 4.  | Feeling Free (Live Rap)                            | Romeo                               | 4:13  |
| 5.  | African Dance                                      | Romeo, Law                          | 6:00  |
| 6.  | Dance                                              | Romeo, Law                          | 3:40  |
| 7.  | Feel Free (featuring Do'reen)                      | Romeo, Hooper                       | 5:00  |
| 8.  | Happiness (featuring Do'reen)                      | Romeo, Hooper                       | 5:30  |
| 9.  | Back to Life (Accapella) (featuring Caron Wheeler) | Romeo                               | 3:12  |
| 10. | Jazzie's Groove                                    | Romeo, Hooper                       | 3:12  |

| 11. | Ambition (Rap)                                          | 3:49 |
| 12. | Keep on Movin' (Big Beat Accapella)                     | 3:36 |
| 13. | Back to Life (However Do You Want Me)                   | 3:52 |
| 14. | Jazzie's Groove (Piano Version)                         | 4:04 |
| 15. | Back to Life (However Do You Want Me) (One World Remix) | 6:34 |
| 16. | Keep on Movin' (M Beat Bonus Mix)                       | 4:23 |

## Slágerlista
| Slágerlista (1989)                                           | Legjobb helyezés |
| ------------------------------------------------------------ | ---------------- |
| Ausztrália (ARIA)                                            | 38               |
| Egyesült Királyság (UK Album Charts)                         | 1                |
| Ausztria (Ö3 Austria Top 40)                                 | 11               |
| Kanada (RPM) Magazine                                        | 7                |
| Németország (Media Control Charts)                           | 13               |
| Japán (ORICON)                                               | 88               |
| Hollandia (MegaCharts)                                       | 16               |
| Új-Zéland (RMNZ)                                             | 8                |
| Svédország (Sverigetopplistan)                               | 8                |
| Svájc (Swiss Music Charts)                                   | 8                |
| Amerikai Egyesült Államok (Billboard) 200                    | 14               |
| Amerikai Egyesült Államok (Billboard) Top R&G Hip-Hop Albuma | 1                |